# Hôtel Bouscarat

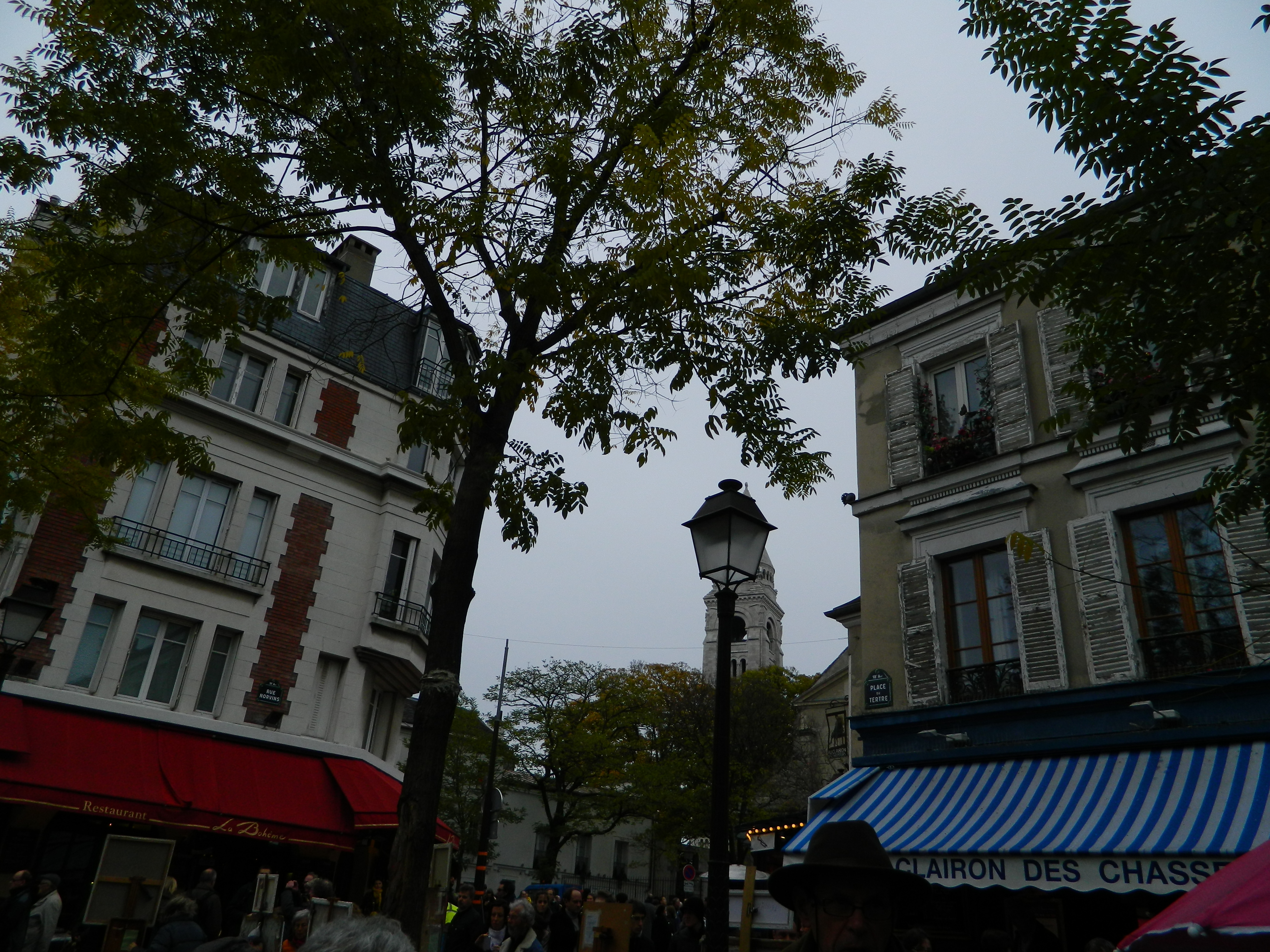
La Place du tertre aujourd'hui : le bâtiment à gauche s'élève à l'emplacement de l'hôtel Bouscarat.

L'hôtel Bouscarat, ou hôtel du Tertre, est un établissement parisien du début du XXe siècle situé sur la Butte Montmartre. Il fut le lieu de rendez-vous de plusieurs générations d'artistes et est souvent cité dans la littérature. Il n'existe plus aujourd'hui.
A l'angle de la rue du Mont-Cenis et de la place du Tertre, un pinardier de l'Aubrac, Bouscarat, mit sur pied à la fin du XIXe siècle un petit hôtel restaurant dans la pure tradition des bougnats. Les Bouscarat sont une famille de paysans de Mur-de-Barrez qui se sont spécialisés dans la coutellerie, la brasserie et l'hôtellerie. Ils sont liés par mariage aux couteliers suisses Willemin.
L'hôtel Bouscarat, idéalement situé, attira les artistes de la Butte. Il fut le lieu de rendez-vous célèbre de Degas, Puvis de Chavanne, Toulouse Lautrec, Picasso, qui venaient siroter l'absinthe ou descendre des verres de Vouvray.
L'hôtel inspira Foujita, qui lui a consacré un tableau.
Parmi les occupants des chambres du premier étage, on trouva Satie, Modigliani, Mac Orlan, Gaston Couté, Max Jacob, Carco. 
Carco a écrit [Où ?] à propos du lieu : « Cher hôtel Bouscarat ! Sous ton toit, les deux chambres aux fenêtres rustiques sont celles que nous avons tous habitées, jadis, en compagnie d'aimables filles aussi candides que la désuète Bohême de Murger. »
Mac Orlan explique, quant à lui, [Où ?] : « A la terrasse du restaurant Bouscarat, des tables s'organisaient, il y avait celle de Dépaquit avec Couté et Lucas. A côté Erik Satie et Max Jacob contemplaient le pavé de la rue calme. (...) Quand j'habitais chez Bouscarat, Couté venait d'abandonner sa chambre de l'impasse du Tertre pour occuper une chambre à côté de la mienne. La plus belle chambre, celle dont les fenêtres désirables s'ouvraient sur la façade de l'église Saint-Pierre, abritait la fortune de Jules Dépaquit, sa boîte d'aquarelle, sa bouteille d'encre de Chine, tombeau des mouches, et les chaussons de lisière qu'il rapportait de Sedan, une fois l'an. »
Maurice Asselin y a fondé par amusement en 1912 la célèbre UMBM, l'Union Maritime de la Butte Montmartre qui sera ensuite dirigée par Max Jacob et Charles Cros. Satie y a fondé le « Club de la Clay Pipe » avec Delaw et Auriol.
L'hôtel a été vendu par Bouscarat et remplacé à la fin des années 1930 par un immeuble en briques à parements de pierre encore visible aujourd'hui. Son rez-de chaussée est occupé par le restaurant La Bohème.